# Kermanska pokrajina
Kermanska pokrajina (perz. استان کرمان; Ostān-e Kermān) je jedna od 31 iranske pokrajine. Obuhvaća središnje i jugoistočne dijelove zemlje, a omeđena je Jazdskom pokrajinom i Južnim Horasanom na sjeveru, Sistanom i Beludžistanom na istoku, Hormuzganom na jugu, te Farsom na zapadu. Kermanska pokrajina ima površinu od 180.836 km², a prema popisu stanovništva iz 2006. godine u njoj je živjelo 2,947.345 stanovnika. Sjedište pokrajine nalazi se u gradu Kermanu.

## Okruzi
- Anarski okrug
- Anbarabadski okrug
- Arzujski okrug
- Baftski okrug
- Bamski okrug
- Bardsirski okrug
- Džiroftski okrug
- Fahradžanski okrug
- Farjapski okrug
- Kahnudžanski okrug
- Kale-Gandžanski okrug
- Kermanski okrug
- Kuhbananski okrug
- Manudžanski okrug
- Narmaširski okrug
- Raborski okrug
- Rafsandžanski okrug
- Ravarski okrug
- Riganski okrug
- Rudbar-Džonubijski okrug
- Sirdžanski okrug
- Šahrebabački okrug
- Zarandski okrug

## Vanjske poveznice
- (perz.) Službene stranice Kermanske pokrajine  Arhivirana inačica izvorne stranice od 6. prosinca 2012. (Wayback Machine)

Ostali projekti
|  | Zajednički poslužitelj ima još gradiva o temi Kermanska pokrajina |